# Orkoien
Orkoien (en basc i oficialment, en castellà Orcoyen) és un municipi de Navarra, a la comarca de Cuenca de Pamplona, dins la merindad de Pamplona. Limita amb Pamplona a l'est, amb Oltza a l'est amb Itza i amb Berriobeiti al nord.

## Història
La primera notícia històrica de la localitat va anar al principi del segle xiii amb l'esment d'una donació de la Senyora d'Orkoien al monestir de Leyre Durant l'edat mitjana, es tenien a Orcoyen ordalies o judicis de Déu. També en aquesta època Carles III concedeix Orkoien les mitges primícies perquè es pogués reparar l'església de San Miguel i la basílica de San Esteban. A la fi de la Guerra de la Independència, després de la batalla de Vitòria, el General Wellington va tenir la seva caserna general en el que avui és "la casa del cura" mentre dirigiria les operacions militars per a la presa de Pamplona. En les guerres carlines, Orkoien havia de donar racions tant a carlins com a liberals. A partir dels anys 70 Orkoien incrementa notablement la seva població a causa de la ràpida industrialització de la Cuenca de Pamplona. La localitat tenia 238 habitants el 1973, i el 1981 va arribar als 1091. Aquesta transformació es reflecteix també en l'estructura econòmica, que va passar de ser de poble agrícola, a ser de poble industrial.

## Demografia
| Evolució demogràfica | Evolució demogràfica | Evolució demogràfica | Evolució demogràfica | Evolució demogràfica | Evolució demogràfica | Evolució demogràfica | Evolució demogràfica | Evolució demogràfica | Evolució demogràfica | Evolució demogràfica |
| 1996                 | 1998                 | 1999                 | 2000                 | 2001                 | 2002                 | 2003                 | 2004                 | 2005                 | 2006                 | 2007                 |
| -------------------- | -------------------- | -------------------- | -------------------- | -------------------- | -------------------- | -------------------- | -------------------- | -------------------- | -------------------- | -------------------- |
| 1 250                | 1 260                | 1 280                | 1 267                | 1 327                | 1 492                | 1 683                | 1 885                | 2 109                | 2 251                | 2 508                |
| 85%                  |                      |                      |                      |                      |                      |                      |                      |                      |                      |                      |

## Política
Des de 1991, Casimiro Larrea Ruiz, escollit alcalde per Esquerra Unida de Navarra (IUN-NEB), fins al 2007, que per enfrontaments mantinguts entre l'alcalde i el grup municipal d'IUN a les eleccions de maig de 2007, Casimiro Larrea abandona IUN-NEB, per formar una agrupació independent anomenada Unió Independent d'Orkoien (UIO), amb la qual va tornar a ser elegit alcalde amb majoria absoluta.
| 2023-2027 | Álex López           | PSN     |
| 2019-2023 | Carlos Arróniz       | UIO     |
| 2015-2019 | Carlos Arróniz       | UIO     |
| 2011-2015 | Carlos Arróniz       | UIO     |
| 2007-2011 | Casimiro Larrea Ruiz | UIO     |
| 2003-2007 | Casimiro Larrea Ruiz | IUN-NEB |
| 1999-2003 | Casimiro Larrea Ruiz | IUN-NEB |
| 1995-1999 | Casimiro Larrea Ruiz | IUN-NEB |
| 1991-1995 | Casimiro Larrea Ruiz | IUN-NEB |

La corporació municipal sorgida de les eleccions municipals del 28 de maig de 2023 és:
| Partit             | Vots (%)     | Regidors |
| EH Bildu           | 615 (32,78%) | 4        |
| PSN                | 558 (29,74%) | 4        |
| UPN                | 315 (16,79%) | 2        |
| Junt@s por Orkoien | 208 (11,08%) | 1        |
| PP                 | 122 (6,50%)  | 0        |